# Fiestas de San Clemente
Las Fiestas de San Clemente son las fiestas patronales de la ciudad de Lorca (Región de Murcia, España), que se celebran en honor a la antigua presencia de musulmanes, judíos y cristianos en dicha ciudad. Se celebra el día 23 de noviembre, y son un buen momento para visitar el Castillo de Lorca y para pasear por el casco antiguo.
Durante estas fiestas se celebran varias actividades culturales organizadas por el Ayuntamiento de la ciudad a los que se unen no pocas iniciativas privadas de organizaciones o colectivos privados que aprovechan la semana para organizar muestras, concursos y otras actividades de interés popular. Además se realiza en conocido desfile de moros y cristianos, al que acude toda la ciudad. 

## Historia
Poco se sabe con seguridad del origen de las Fiestas Patronales de Lorca. Según algunos especialistas, la ciudad de Lorca fue reconquistada por los cristianos, por capitulación, el día de San Clemente, 23 de noviembre de 1244, fecha que coincide con el cumpleaños de Alfonso X el Sabio. Sin embargo esta teoría no es compartida por todos los expertos en historia de Lorca.
Parece cierto que desde el siglo XV ya se tienen noticias de la celebración en Lorca de Fiestas en honor a este Santo.
El santo papa es patrón, debido a que el 23 de noviembre se dice que se ganó la plaza  a los moros tras un durísimo combate. En dicha guerra combatió el conocido infante Alfonso, quien más tarde sería conocido como Alfonso X el Sabio. Tras la victoria el concejo decidió celebrar en dicho día las fiestas para conmemorar la batalla y para asistir a la Iglesia parroquial de señor San Clemente.
Hay dos momentos en que la celebración del día del patrón no parece haber estado arraigada. En un primer momento se establece que con motivo de las fiestas se va a realizar una procesión hasta lo alto del castillo para acabar en San Clemente, sin embargo al estar muy lejos el lugar, se cambia dicha procesión a la Iglesia de San Patricio, iglesia colegial de la ciudad, donde se celebraron misas y se acogen los cabildos de la festividad. El segundo momento se produjo por los profundos cambios políticos y religiosos que experimentó la sociedad española durante el siglo XIX, que provocó en Lorca la pérdida de dignidad de la colegiata de San Patricio. Debido a estos problemas económicos las fiestas de San Clemente llegan a un punto en el que están en peligro de desaparecer, sin embargo se decide continuar con ellas, con el cambio de que esta vez no se realicen ceremonias religiosas para festejar al patrón. Para facilitar la celebración, el día festivo se mueve en el calendario para que siempre caiga en un buen momento. Finalmente el Concejo decide que se realiza una romería en dirección al castillo llevando consigo la imagen de la patrona, la Virgen de las Huertas.

## Enlaces de interés
- http://www.lorca.es
- http://www.murciaturistica.es/es/fiestas/
- http://www.lorcaturismo.es

- Datos: Q23660942